# Derveni (Corintia)
Derveni  este un oraș în Grecia în prefectura Corintia.